# Плита Егейського моря

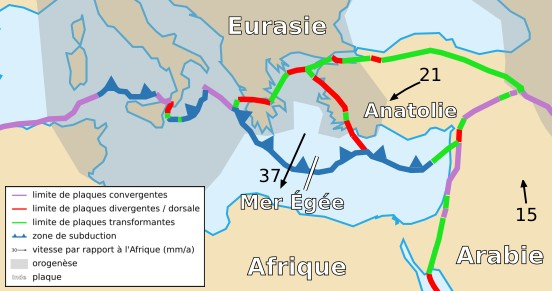
Розташування Егейської плити

Плита́ Еге́йського мо́ря — невелика тектонічна плита, розташована у східній частині Середземного моря в південній Греції і крайньому заході Туреччини. Має площу — 0,00793 стерадіан. Зазвичай розглядається у складі Євразійської плити.
Затиснута між Африканською плитою з півдня, і Євразійською плитою на півночі. На півдні має зону субдукції південніше Криту, а на півночі має дивергентну границю яка утворює Коринфську затоку — Північноегейський розлом. На сході має дивергентну границю з Анатолійською плитою.